# Lars-Erik Wolfbrandt
Lars-Erik Wolfbrandt (Suecia, 8 de diciembre de 1928-23 de marzo de 1991) fue un atleta sueco, especialista en la prueba de 4x400 m en la que llegó a ser medallista de bronce olímpico en 1948.

## Carrera deportiva
En los JJ. OO. de Londres 1948 ganó la medalla de bronce en los relevos de 4x400 metros, con un tiempo de 3:16.0 segundos, llegando a meta tras Estados Unidos (oro) y Francia (plata), siendo sus compañeros de equipo Kurt Lundquist, Folke Alnevik y Rune Larsson.